# 桐生操
桐生 操（きりゅう みさお）は、小説家・堤 幸子（つつみ さちこ、1932年10月27日 - 2003年5月22日）と上田 加代子（うえだ かよこ、1950年9月18日 - ）の共同ペンネームである。共同生活をしながら、ヨーロッパの歴史人物伝などを共同執筆した。

## 人物・来歴
共にパリ大学（ソルボンヌ大学）、リヨン大学にてフランス文学・歴史を専攻。留学先で知り合い、帰国後、共同で執筆活動を行う。人物評伝や歴史の知られざるエピソードを様々な形で紹介している。その作品には拷問や悪女を取り扱うものが多い。主な著作に『本当は恐ろしいグリム童話』『やんごとなき姫君』がある。『本当は恐ろしいグリム童話』は250万部以上を売り上げ、ミリオンセラーとなった。出版数は、1981年以降100冊を超える。
堤幸子は熊本市の炭鉱主の家庭に生まれ、30代でリヨン大学に留学。パリ留学を経て1974年に帰国、実務翻訳や語学教師の傍ら、1980年ごろから桐生操の名で上田加代子と共同執筆を開始した。上田とは執筆だけでなく生活もともにしていた。上田と群馬県嬬恋村鎌原に暮らしていたが、2003年5月22日、腎不全のため70歳で死去。
上田は両親ともに医師の家庭に生まれたが、離婚により母子家庭で育つ。神戸のミッションスクールから推薦入学で大学の英文科に進むもすぐに退学し、小説家を目指していたが母親の勧めでパリの伯母を頼って20歳で渡仏、38歳の堤と知り合い、リヨン大学でともに古典文学を学んだのち、ソルボンヌ大に移った。オイルショックで帰国し、大学の仏文科に通ったが、翻訳などの仕事が忙しくなり退学、自費出版した堤との共著『王妃カトリーヌ・ド・メディチ』が編集者の目にとまり、一般書として出版された。堤の死後も桐生操名で執筆している。

## 筆名の由来
最初の作品『王妃カトリーヌ・ド・メディチ』を出版する際、「連名だと研究書の印象になってしまう」と編集者に言われ、筆名を使用することになり、ともに「操」の意味や五感、中性的な雰囲気が気に入り、それに合う姓として「桐生」を選んだ。

## 作品
※出版年代順に表記
- 本当は恐ろしいグリム童話 Part1 - 1998年、KKベストセラーズ
- 本当は恐ろしいグリム童話 Part2 - 1999年、KKベストセラーズ
- 本当は恐ろしいグリム童話 Deluxe - 2005年、KKベストセラーズ

内容は同じだが、単行本と文庫本がある
- 世界性生活大全-「愛」と「欲望」と「快楽」の宴 - 2007年,文藝春秋（文庫本、単行本）
- 世界禁断愛大全-「官能」と「耽美」と「倒錯」の愛 桐生 操 - 2006年（単行本）
- 世界悪女大全-淫乱で残虐で強欲な美人たち - 2006年（文庫、単行本）
- 世界情死大全　「愛」と「死」と「エロス」の美学 桐生 操 -　2005年（単行本）
- 美しき拷問の本 - 1994年、角川書店 (文庫本)
- 黒魔術白魔術 - 1995年 (文庫本)
- 美しき殺人鬼の本 - 1995年 (文庫本)
- 美しき惨殺者たち - 1999年 (文庫本)
- やんごとなき姫君たちの秘め事 - 2006年、角川書店 (文庫本)
- やんごとなき姫君たちの寝室 - 2006年 (文庫本)
- やんごとなき姫君たちの饗宴 - 2006年 (文庫本)
- やんごとなき姫君たちの結婚  - 2006年 (文庫本)
- やんごとなき姫君たちのトイレ - 1995年　(文庫本)
- 眠れぬ夜の恐ろしい話-西洋残酷人物譚 - 2000年,大和書房 (単行本)
- きれいなお城の残酷な話-西洋悪女悪人譚 - 1990年,大和書房（単行本） 2004年,KKベストセラーズ（文庫本）
- きれいなお城の呪われた話-西洋歴史怪奇譚 - 1991年,大和書房（単行本） 1994年,KKベストセラーズ（文庫本）
- きれいなお城の不思議な話-西洋怪奇実話集 - 1992年,大和書房（単行本） 2003年,KKベストセラーズ（文庫本）
- きれいなお城の恐ろしい話-世界残虐人物譚 - 1994年,大和書房（単行本） 2004年,KKベストセラーズ（文庫本）
- きれいなお城の変身の物語-ヘビ女から狼男まで - 1996年,大和書房（単行本）
- きれいなお城の怖い話 - 1998年,角川書店（文庫本）
- きれいなお城の怖い話-ドラキュラ公から青髯男爵まで - 1989年,大和書房（単行本）
- きれいなお城の残酷な話 ベスト版 - 1998年,大和書房（単行本）…「きれいなお城の」シリーズ3冊(きれいなお城の呪われた話,きれいなお城の不思議な話,きれいなお城の変身の物語)から選りすぐったベスト版である。
- びっくり!世界史 無用の雑学知識-事実は教科書よりも奇なり?! - 1989年,KKベストセラーズ（文庫本）
- びっくり!世界史 無用の雑学知識〈2〉舞台裏から見たもう一つの歴史 - 1989年
- びっくり!世界史 無用の雑学知識〈3〉誰も触れなかった歴史の真相 - 1990年
- 世界史の謎がズバリ!わかる本-おかたい歴史書じゃ教えない〈創世紀-古代ローマ篇〉
- 世界史の謎がズバリ!わかる本-おかたい歴史書じゃ教えない2〈中世-ルネサンス編〉
- 世界史の謎がズバリ!わかる本-おかたい歴史書じゃ教えない3
- 処刑台から見た世界史-コミック桐生操本当にあった衝撃のミステリー - 2008年,イースト・プレス

三木内麻耶による『処刑台から見た世界史』のコミック版
- 残酷世界史血に飢えた悪女たち - 2007年, 晋遊舎
- 処刑台から見た世界史 - 2006年, あんず堂
- 世界で一番恐ろしい闇の世界史 -　2006年, KKベストセラーズ
- 世界史 読めば読むほど恐ろしい話 - 2006年, PHP研究所
- 皇女アナスタシアは生きていたか - 1991年
- 風の王宮 - 1988年
- 禁じられた恋の物語-歴史のなかの華麗な女たち - 1988年
- 王妃アリエノール・ダキテーヌ-リチャード獅子王の母 - 1988年
- 血まみれの中世王妃-イザボー・ド・バヴィエール - 1986年
- 血ぬられた法王一族-ダ・ヴィンチの名推理 - 1986年
- 公妃ディアヌ・ド・ポワチエ-フランソワ一世の時代 - 1984年
- エリザベート・バートリ-血の伯爵夫人 - 1983年
- 王妃カトリーヌ・ド・メディチ-サン・バルテルミー大虐殺の謎 - 1982年
- 女王メアリ・ステュアート-美貌の悲劇・エリザベスの陰謀 - 1982年